# Litteraturåret 2011

## Årets händelser
- 30 juni – 100 år sedan Czesław Miłosz föddes.
- 22–25 september – Bok- och biblioteksmässan i Göteborg.

## Priser och utmärkelser
- Nobelpriset – Tomas Tranströmer, Sverige[1]
- Augustpriset
  - Skönlitterär bok: Tomas Bannerhed för Korparna (Weyler förlag)
  - Fackbok: Elisabeth Åsbrink för Och i Wienerwald står träden kvar (Natur & Kultur)
  - Barn- och ungdomsbok: Jessica Schiefauer för Pojkarna (Bonnier Carlsen)
- ABF:s litteratur- & konststipendium – Liv Strömquist
- Aftonbladets litteraturpris – Aase Berg
- Aniarapriset – Kristian Lundberg
- Aspenströmpriset – Elisabeth Rynell
- Astrid Lindgren-priset – Jan Lööf
- Axel Hirschs pris – Henrik Berggren och Per Rydén
- Barnens romanpris – Stefan Casta för Den gröna cirkeln
- Bellmanpriset – Birgitta Lillpers
- BMF-plaketten – Marie Hermanson för Himmelsdalen
- BMF-Barnboksplaketten – Lotta Olsson och Maria Nilsson Thore för Konstiga djur
- Bookerpriset – Julian Barnes för The sense of an ending
- Borås Tidnings debutantpris – Helena Österlund för Ordet och färgerna
- Cervantespriset – Nicanor Parra, Chile
- Dan Andersson-priset – Lars Järnemo
- De Nios Stora Pris – Kristina Lugn
- De Nios Vinterpris – Magnus Dahlström, Magnus Florin, Oline Stig och Sara Stridsberg
- De Nios översättarpris – Lena E. Heyman och Ulrika Wallenström
- Disapriset – Erik Åsard
- Doblougska priset – Gunnar Harding och Daniel Hjorth, Sverige samt Knut Ødegård och Beate Grimsrud, Norge
- Ekelöfpriset – Magnus William-Olsson
- Elsa Thulins översättarpris – Maria Ekman
- Emil-priset – Gunilla Bergström
- Erik Lindegren-priset – Birgitta Lillpers
- Lilla Erik Lindegren-priset – Rebecka Mattsson, Boden
- Franz Kafka-priset – John Banville, Irland
- Georg Büchner-priset – Friedrich Christian Delius, Tyskland
- Gerard Bonniers pris – Karin Johannisson
- Gerard Bonniers essäpris – Staffan Börjesson
- Gerard Bonniers lyrikpris – Agneta Enckell för Anteckningar (intill ett nordligt innanhav)
- Goncourtpriset – Alexis Jenni för L'Art français de la guerre
- Gun och Olof Engqvists stipendium – Ulrika Wallenström
- Gustaf Frödings stipendium – Liv Strömquist
- Gustaf Fröding-sällskapets lyrikpris – Emil Jensen
- Göteborgs-Postens litteraturpris – Malte Persson
- Hedenvind-plaketten – Susanna Alakoski
- Internationella Bookerpriset – Philip Roth
- Ivar Lo-priset – Sven Lindqvist
- Jacques Outin-priset – Ragna Essén
- Jerusalempriset – Ian McEwan
- Johan Hansson-priset – Kristina Kappelin för boken Berlusconi – Italienaren och Henrik Berggren för boken Underbara dagar framför oss
- John Landquists pris – Bengt Landgren och Henrik Berggren
- Kallebergerstipendiet – Ulf Karl Olov Nilsson
- Karin Boyes litterära pris – Malte Persson
- Karl Vennbergs pris – Göran Greider
- Katapultpriset – Eli Levén för Du är rötterna som sover vid mina fötter och håller jorden på plats
- Kellgrenpriset – Aris Fioretos
- Kungliga priset – Hans Alfredson
- Letterstedtska priset för översättningar – Pär Bergman för översättningen av Cao Xueqins Drömmar om röda gemak
- Lotten von Kræmers pris – Beata Arnborg
- Lydia och Herman Erikssons stipendium – Hanna Nordenhök
- Man Booker International Prize – Philip Roth, USA
- Mare Kandre-priset – Carolina Fredriksson
- Moa-priset – Gunilla Thorgren
- Nordiska rådets litteraturpris – Gyrðir Elíasson, Island för novellsamlingen Milli trjánna
- Ole och Ann-Marie Söderströms pris – Eva-Marie Liffner
- Petrarca-Preis – John Burnside, Skottland och Florjan Lipuš, en österrikisk minoritetsförfattare som skriver uteslutande på slovenska
- Samfundet De Nios Särskilda pris – Augustin Mannerheim, Thure Stenström, Stig Strömholm, Barbro Hedvall, Olle Granath, Leif Zern, Per Arne Tjäder, Sören Bondeson, Pamela Jaskoviak och Amanda Svensson
- Schückska priset – Boel Westin
- Signe Ekblad-Eldhs pris – Sigrid Combüchen
- Stiftelsen Natur & Kulturs översättarpris – Ylva Hellerud och Martin Tegen
- Stig Sjödinpriset – Johannes Anyuru
- Stina Aronsons pris – Beate Grimsrud
- Stiftelsen Selma Lagerlöfs litteraturpris – Ellen Mattson
- Stipendium till Harry Martinsons minne – Magnus Florin
- Studieförbundet Vuxenskolans författarpris – Tomas Bannerhed
- Svenska Akademiens nordiska pris – Ernst Håkon Jahr, Norge
- Svenska Akademiens tolkningspris – Carmen Giorgetti Cima
- Svenska Akademiens översättarpris – Inger Johansson
- Svenska Dagbladets litteraturpris – Mara Lee för Salome
- Sveriges Radios Romanpris – Beate Grimsrud för En dåre fri
- Sveriges Radios Novellpris – Beate Grimsrud för Matilda
- Sveriges Radios Lyrikpris – David Vikgren
- Tegnérpriset – Sven-Eric Liedman
- Tidningen Vi:s litteraturpris – Ulf Lindström
- Tollanderska priset – Ulla-Lena Lundberg
- Tucholskypriset – Uladzimir Njakljajeu (Vladimir Nekljajev), Vitryssland
- Årets bok om svensk historia – Försvunnen värld av Maja Hagerman
- Österrikiska statens pris för europeisk litteratur – Javier Marías
- Övralidspriset – Carola Hansson

## Årets böcker

### 0 – 9
- 1Q84 (del 1–3) av Haruki Murakami

### A – G
- Adonis av Jens Liljestrand
- Alkemins eviga eld av Anna Jansson
- Belägring av Hassan Loo Sattarvandi
- Bert och friheten av Anders Jacobsson och Sören Olsson[2]
- Brobyggarna av Jan Guillou
- Burk-Curt – samlaren som blev miljonär av Åke Lundgren
- De stulna barnen av Jo Salmson
- Diabetikern av Aleksander Motturi
- Drömmar av plåt av Jesper Högström
- Du gamla, du fria av Liza Marklund
- Eldvittnet av Lars Kepler
- En god man av Ulf Lindström
- Flod av Carolina Fredriksson
- Flodtid av Katarina Frostenson (diktsamling)
- Den girige av Mattias Ronge
- Grand final i skojarbranschen av Kerstin Ekman
- Grand Mal av Linda Boström Knausgård
- Gå din väg men stanna av Johanna Nilsson
- Gå sönder, gå hel av Sofia Nordin

### H – N
- Handlingen av Sara Mannheimer
- Happy, happy – en bok om skilsmässa av Maria Sveland och Katarina Wennstam
- Himlens fånge av Viveca Sten
- Himmel över London av Håkan Nesser
- House of night: Bränd av P.C. Cast
- I natt är du död av Viveca Sten
- Infans av Helena Granström
- Ingenbarnsland av Eija Hetekivi Olsson
- Ingenstans under himlen av Liselott Willén
- Isak och Billy av Kristofer Folkhammar
- Jaktscener av Hanna Nordenhök (poesi)
- John Bauers skogar av Mats Andersson, Malin Hellesø, Terje Hellesø och David Söderlind.
- KKM av Jonas Inde
- Korparna av Tomas Bannerhed
- Kärleken i Julia Anderssons liv av Åsa Moberg
- En kärledsförklaring av Ida Linde
- Kärlekskursen av Anita Goldman
- Lacrimosa av Eva-Marie Liffner[3]
- Landsförrädaren av Anders Jallai
- Liknöjd fauna av Aase Berg
- Livet Deluxe av Jens Lapidus[4]
- Långa lappflickan – romanen och bakgrunden av Åke Lundgren
- Mannen som föll i glömska av Mia Ajvide
- Med Gud på vår sida av Micke Evhammar
- Milla och Mållgan mitt i natten av Gunilla Bergström[5]
- Myrddin av Claes Reimerthi
- Mördaren är död av Stewe Claeson
- Möter dig i Larnaca av Azar Mahloujian
- Nattlampan tänd och dörren på glänt av Mats Kempe
- Navigation av Kristofer Flensmarck

### O – U
- Outsider av Torbjörn Flygt
- Pippi vill inte bli stor och andra serier av Astrid Lindgren (postumt)[6]
- Pojkarna av Jessica Schiefauer
- På flykt från andra världskrigets fasa av Kim Kimselius
- På liv och död i andra världskrigets skugga av Kim Kimselius
- Rekviem för John Cummings av Bengt Ohlsson
- Ruff överlevaren av Tony Samuelsson
- Salome av Mara Lee
- Sapfos tvillingar av Vendela Fredricson
- Se blomman, essäer av Kerstin Ekman
- Snöängel av Anna-Karin Palm
- Spelreglerna, noveller av Jonas Karlsson
- Spinnsidan av Marianne Cedervall
- Spådom av Magnus Dahlström
- Staden utan kvinnor av Madeleine Hessérus
- Städer vid havet av René Vázquez Díaz
- Sunes skolresa av Anders Jacobsson och Sören Olsson[7]
- Underjorden av Malte Persson

### V – Ö
- Det vita kolet av Eva F. Dahlgren
- Välkommen till den här världen av Amanda Svensson
- Världens ensammaste plats av Staffan Malmberg
- Änglarna av Ola Nilsson[8]

## Avlidna
- 3 januari – Nine Christine Jönsson, 84, svensk författare och skådespelare.
- 14 januari – Sun Axelsson, 75, svensk författare, kritiker och översättare.
- 27 januari – Helena Henschen, 70, svensk författare och formgivare.
- 11 februari – Bo Carpelan, 85, finländsk författare.
- 26 februari – Arnošt Lustig, 84, tjeckisk författare.
- 28 februari – Sven Lidman, 89, svensk lexikograf och författare, skapade uppslagsverket Focus.
- 2 mars – Thor Vilhjálmsson, 85, isländsk författare.
- 4 april – Craig Thomas, 68, brittisk (walesisk) thrillerförfattare.
- 6 april – Thøger Birkeland, 89, dansk barnboksförfattare.
- 30 april – Ernesto Sabato, 99, argentinsk författare och fysiker.
- 6 maj – Bill Hopkins, 83, walesisk författare.
- 14 maj – Birgitta Trotzig, 81, svensk författare.
- 19 maj – Arne Lundgren, 85, svensk författare och översättare.
- 3 juni – Harry Bernstein, 101, brittiskfödd amerikansk författare.
- 18 juni – Ingemar Leckius, 82, svensk författare och översättare.
- 21 juni – Robert Kroetsch, 83, kanadensisk författare.
- 19 juli – Agneta Uddenberg, 70, svensk journalist och författare.
- 26 juli – Sakyo Komatsu, 80, japansk science fiction-författare.
- 1 augusti – Stan Barstow, 83, engelsk författare.
- 20 september – Annika Idström, 63, finländsk författare.
- 29 september – Hella S. Haasse, 93, nederländsk författare.
- 10 oktober – Ulf Löfgren, 79, svensk barnboksförfattare och illustratör.
- 21 november – Anne McCaffrey, 85, amerikansk science fiction-författare.
- 29 november – Marianne Zetterström, 99, svensk författare, journalist och kåsör.
- 1 december – Christa Wolf, 82, tysk författare.
- 4 december – Matti Joensuu, 63, finländsk kriminalförfattare.
- 13 december – Russell Hoban, 86, amerikansk författare.
- 15 december – Christopher Hitchens, 62, brittiskfödd amerikansk författare och debattör.
- 18 december – Václav Havel, 75, tjeckisk dramatiker och politiker.

### Fotnoter
1. ↑  ”Nobelpriset i litteratur”. https://www.nobelprize.org/prizes/lists/all-nobel-prizes-in-literature/. Läst 3 februari 2012.
2. ↑  Litteraturåret 2011 i Libris
3. ↑  ”Natur & Kultur”. Arkiverad från originalet den 3 november 2011. https://web.archive.org/web/20111103223507/http://www.nok.se/-Notiser-/Hem-och-allmanlitt-notiser/Lacrimosa/. Läst 26 augusti 2011.
4. ↑  ”Wahlström & Widstrand - Livet Deluxe”. Arkiverad från originalet den 23 augusti 2017. https://web.archive.org/web/20170823164330/http://www.wwd.se/bocker/deckare-thrillers-och-spanning/l/livet-deluxe/. Läst 23 augusti 2017.
5. ↑  ”Rabén & Sjögren”. http://www.rabensjogren.se/bocker/113133-milla-och-mallgan-mitt-i-natten. Läst 21 mars 2011.
6. ↑  ”Astrid Lindgren”. http://www.astridlindgren.se/verken/bocker/bilderbocker. Läst 21 mars 2011.
7. ↑  ”Sunes skolresa”. Libris. https://libris.kb.se/bib/12037592. Läst 27 april 2019.
8. ↑  ”Natur & Kultur”. Arkiverad från originalet den 19 december 2011. https://web.archive.org/web/20111219010826/http://www.nok.se/nok/allmanlitteratur/titlar-allmanlitt/ae/Anglarna-ISBN-9789127129641/. Läst 26 augusti 2011.